# Anson Frank Rainey

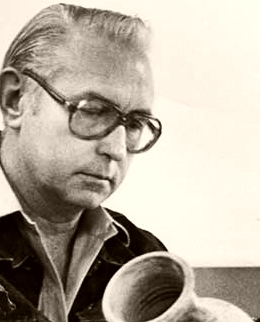
Anson Frank Rainey, 1980

Anson Frank Rainey (geboren 11. Januar 1930 in Dallas, Texas, Vereinigte Staaten; gestorben 19. Februar 2011 in Ramat Gan, Israel) war ein US-amerikanischer und israelischer Epigraphiker, Archäologe und Hochschullehrer.

## Kindheit und Ausbildung
Rainey verlor seinen Vater schon in seinem Geburtsjahr 1930. Er wuchs als Baptist auf. Von 1943 bis 1946 lernte er an der San Diego Military Academy (CA), machte dort einen Pilotenschein und war als Fluglehrer tätig. 1946 wechselte er auf die christlich-religiös ausgerichtete John Brown University in Siloam Springs. Hier studierte er Religionswissenschaft. 1949 machte er seinen Bachelor, 1951 seinen Master auf dem Gebiet Bibel und 1955 seinen Master in Theologie. Er besuchte in Covina ein Baptisten-Seminar, wo er zum Priester geweiht wurde.
Ab 1955 setzte er sein Studium an der University of California, Los Angeles fort. Hier machte er 1957 den Master in Alte Geschichte. 1962 promovierte er auf dem Gebiet der Geschichte des Mittelmeerraumes an der Brandeis University in Waltham (Massachusetts) mit einer Arbeit zum Thema The social stratification of Ugarit.
Von 1961 bis 1964 setzte er seine Studien an der Hebräischen Universität Jerusalem fort. Hier studierte er Hebräisch, Archäologie und Altorientalische Sprachen.

## Beruf
Nach seiner Promotion kehrte Rainey 1963 nach Israel zurück. Von 1963 bis zu seinem Lebensende unterrichtete er am American Institute of Holy Land Studies (heute: Jerusalem University College) Historische Geographie. 1963 begann er an der Universität Tel Aviv Ugaritisch und Akkadisch zu lehren. Er arbeitete an der Universität Tel Aviv als Dozent und als außerordentlicher Professor. Von 1981 bis zu seiner Emeritierung 1998 war er dort ordentlicher Professor für Altorientalistik und Semitistik.
Von 1982 bis zu seinem Tod lehrte er als Gastprofessor an der Bar-Ilan-Universität das Fach Israel-Studien. In seinen letzten Lebensjahren unterrichtete er außerdem als Gastprofessor an der Ben-Gurion-Universität im Negev (1999–2003) und am Orot Israel College, Elkana⊙ (2003–2009).

## Forschungsaufenthalte und Gastprofessuren
Rainey bereiste die ganze Welt und untersuchte in verschiedenen Museen die altorientalischen Inschriften.
Mit Hilfe von hochauflösender Digital-Fotografie konnte er dabei Details sichtbar machen, die vorher noch nicht bemerkt worden waren.
Rainey hatte Forschungsaufenthalte und Gastprofessuren
- 1976–1977 an der Harvard University
- 1983–1984, 1988–1989, 1995–1996 an der University of Pennsylvania
- 2001 an der University of California, Los Angeles (UCLA)
- 2002 an der Konkuk University in Seoul
- 2002 an der Universität Melbourne.[4][5][3]

## Teilnahme an Ausgrabungen, Feldforschung
Rainey schätzte die Feldforschung sehr hoch ein.
Er nahm an einigen Ausgrabungen von Yohanan Aharoni teil, darunter Ramat Rachel, Tel Arad und En Gedi⊙.
Rainey beteiligte sich an vielen Ausgrabungen, zunächst als Freiwilliger, später als Mitglied des Ausgrabungsteams und als Leiter:
- 1961: Ramat Rachel⊙
- 1963, 1964, 1967: Tel Arad⊙
- 1966, 1968: Lachisch⊙
- 1968–1969: Khirbet Rabud⊙
- 1969–1976: Tell Be’er Scheva⊙
- 1977–1980: Tel Michal⊙
- 1981–1983, 1986, 1988, 1995: Tel Gerisa⊙
- 1997–1998: Tel Harasim (auch: Nahal Barqai)⊙[4][5][3]

## Forschungsinteressen

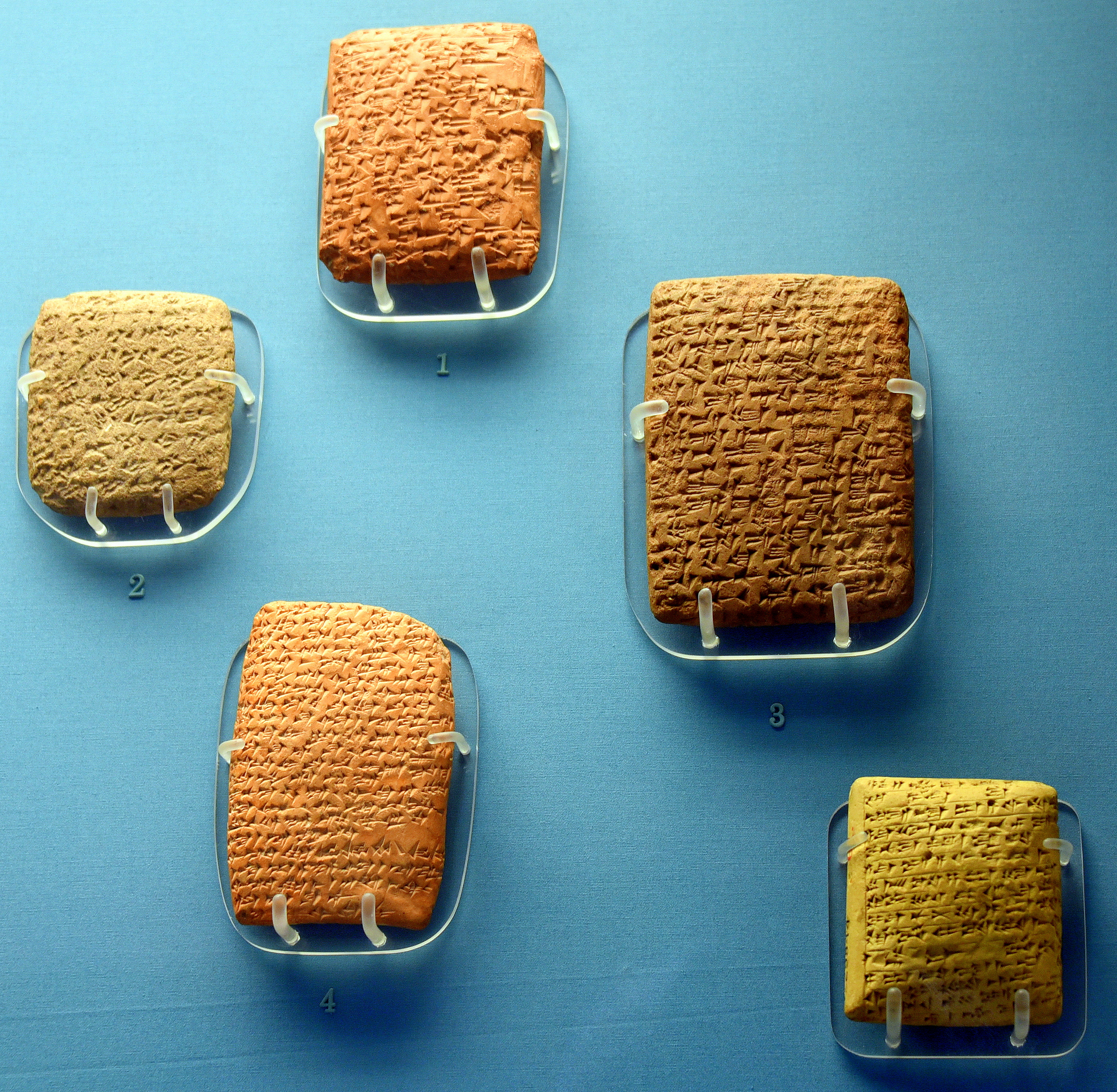
Amarna-Briefe

Rainey sprach das moderne Hebräisch und das moderne Arabisch fließend.
Er war Experte für Ugaritisch, Akkadisch, Alt-Hebräisch, Phönizisch, Ägyptisch und Historische Geographie des Landes der Bibel.
Sein Spezialgebiet waren die Amarna-Briefe.
Er besuchte die Museen von London, Oxford, Berlin und Moskau und analysierte und übersetzte alle vorhandenen Amarna-Tafeln nochmal neu aus eigener Anschauung.
Sein anderes großes Interessengebiet waren die altorientalischen Sprachen und Kulturen und ihre Beziehungen untereinander.
Er überarbeitete den Bibelatlas von Yohanan Aharoni und entwickelte ihn zusammen mit R. Steven Notley weiter.
Daraus entstand „The Sacred Bridge“, ein Geschichtsatlas über das Land der Bibel und die Mittelmeerländer.

## Privatleben
Ursprünglich war Rainey Baptist und US-Amerikaner. 1980 konvertierte er in Tel Aviv zum Judentum und erhielt die Staatsbürgerschaft Israels. Nach seiner Konversion zum Judentum nahm Rainey den Namen Arjeh ben Avraham (deutsch: Löwe, Sohn Abrahams) an.
Rainey war dreimal verheiratet. Seine dritte Frau, Zipora Cochavi-Rainey, heiratete er 1982 in Israel. Sie war eine seiner ehemaligen Forschungsstudentinnen.
Sie überlebte ihn und brachte sein Hauptwerk über die Amarna-Briefe nach seinem Tod zum Abschluss. Es erschien 2015 mit dem Titel The El-Amarna Correspondence.
Zusammen mit dieser Frau hatte er einen Sohn.

## Bücher
- Teaching History & Historical Geography of Bible Lands: A Syllabus zusammen mit R. Steven Notley, CARTA; 2. Edition, 2015, ISBN 978-965-220-821-7
- Carta's New Century Handbook and Atlas of the Bible zusammen mit R. Steven Notley, CARTA; Illustrated Edition, 2015, ISBN 978-965-220-703-6
- The El-Amarna Correspondence, Herausgeber: William M. Schniedewind, Zipora Cochavi-Rainey, BRILL ACADEMIC PUB; Critical Edition, 2014, ISBN 978-90-04-28145-5
- The Sacred Bridge, CARTA; Enhanced Edition, 2014, ISBN 978-965-220-849-1
- Egypt, Israel, Sinai Archaeology. Syracuse University Press; Reprint Edition, 2013, ISBN 978-965-224-008-8
- Canaanite in the Amarna Tablets: A Linguistic Analysis of the Mixed Dialect used by Scribes from Canaan, 4 Bände, Brill NV, 1996, ISBN 978-90-04-10503-4
  - Band 1, Society of Biblical Literature, 1996, ISBN 978-1-58983-471-2
  - Band 2, Society of Biblical Literature, 1996, ISBN 978-1-58983-472-9
  - Band 3, Society of Biblical Literature, 1996, ISBN 978-1-58983-473-6
  - Band 4, Society of Biblical Literature, 1996, ISBN 978-1-58983-474-3
- mit Yohanan Aharoni, Michael Avi-Yonah, Anson F. Rainey, Ze'ev Safrai: The Macmillan Bible Atlas. Prentice-Hall,  Revised, Subsequent Edition, 1993, ISBN 978-0-02-500605-8
- Inuma Clauses in the Amarna Letters from Canaan, 1992
- Egypt, Israel, Sinai: Archeological and Historical Relationships in the Biblical Period. Syracuse University Press, 1988, ISBN 978-0-8156-7054-4
- Verbal Usages in Taanach Texts, 1977
- Enclitic -ma and the Logical Predicate in Old Babylonian, 1976
- El-Amarna-tablets 359-379, 1970, OCLC 103811